# Combat de nègre et de chiens
Combat de nègre et de chiens est une pièce de théâtre de Bernard-Marie Koltès écrite en 1979, publiée aux éditions Stock en 1980 et créée sur scène en 1982.

## Argument
En Afrique de l'ouest, un chantier de travaux publics, clos par une barrière gardée, est dirigé par deux expatriés français blancs que tout oppose : le responsable est âgé, sans diplômes mais expérimenté, son adjoint est un jeune ingénieur. Le responsable a fait venir sa future épouse de Paris. Un homme noir vient réclamer le corps de son frère, ouvrier du chantier, victime d'un prétendu accident du travail,.

## Historique
La pièce est créée et jouée au théâtre La Mama à New York du 9 décembre 1982 au 2 janvier 1983 dans une mise en scène de Françoise Kourilsky, puis en février 1983 au théâtre De Voorziening à Groningue aux Pays-Bas dans une mise en scène de Martin Oosthoer.
Patrice Chéreau la met en scène au théâtre des Amandiers de Nanterre du 21 février 1983 au 24 avril 1983 et du 6 juin 1983 au 25 juin 1983.
La pièce est ensuite jouée au TNP Villeurbanne, du 4 au 18 mai 1983 (en fait dans le grand hangar désaffecté de l'aéroport de Lyon-Bron, bien adapté au décor de Richard Peduzzi), puis à Munich du 24 au 28 mai 1983.

## Principales mises en scène

### Création en France:Théâtre des Amandiers,1983
- Distribution
  - Michel Piccoli : Horn
  - Sidiki Bakaba : Alboury
  - Myriam Boyer : Léone
  - Philippe Léotard : Cal
- Metteur en scène : Patrice Chéreau
- Costumes : Jacques Schmidt
- Décor : Richard Peduzzi
- Son : André Serré
- Assistants : Pierre Romans, Claude Stratz, Denis Fruchaud

### Théâtre national de Toulouse,2001
- Distribution
  - François Chattot : Horn
  - Alain Aithnard : Alboury
  - Martine Schambacher : Léone
  - Loïc Houdré : Cal
- Metteur en scène : Jacques Nichet
- Assistant à la mise en scène : Guillaume Delaveau
- Costumes : Chantal Bouglon, Nathalie Prats, Nathalie Trouvé
- Décor : Laurent Peduzzi
- Lumières : Marie Nicolas
- Son : Bernard Valléry

### Atelier Théâtre Jean Vilar,2003
- Distribution
  - Philippe Jeusette : Horn
  - Mwanza Goutier : Alboury
  - Valérie Bauchau : Léone
  - Bernard Sens : Cal
- Metteur en scène : Frédéric Dussenne
- Costumes : Lionel Lesire
- Décor : Marcos Vinals Bassols
- Lumières : Zvonok
- Musique : Marc-Henri Cykiert

## Autres
- 2001 :
  - Théâtre national de Toulouse et tournée[3].
  - Théâtre de la Ville
  - Théâtre des Treize Vents
  - Festival d'Avignon
- 2002 :
  - Théâtre de la Criée
  - Théâtre national de Nice
- 2010 : 
  - Théâtre de la Colline[2],[4].
- 2016 : 
  - Théâtre Jean-Arp de Clamart[5].
- 2018 :
  - Théâtre Varia
- 2022 : 
  - Théâtre de la Bastille (Mathieu Boisliveau) et tournée[1].

## Éditions
- Bernard-Marie Koltès, Combat de nègre et de chiens, Paris, Éditions Stock, coll. « Théâtre ouvert », 1980 (ISBN 2-234-01318-6)
- Bernard-Marie Koltès, Combat de nègre et de chiens, Paris, Les Éditions de Minuit, 1989, 125 p. (ISBN 2-7073-1298-3)